# Yamadazyma philogaea
Yamadazyma philogaea är en svampart som först beskrevs av Van der Walt & Johannsen, och fick sitt nu gällande namn av Billon-Grand 1989. Yamadazyma philogaea ingår i släktet Yamadazyma och familjen Pichiaceae.   Inga underarter finns listade i Catalogue of Life.